# Pristimantis medemi
Pristimantis medemi es una especie de anfibio anuro de la familia Craugastoridae.
Es endémica de la Cordillera Oriental (Colombia), entre 450 y 1800 m de altitud, en zonas de bosque.
Está amenazada por la pérdida de su hábitat natural.